# Joppa securigera
Joppa securigera là một loài tò vò trong họ Ichneumonidae.